# 保罗·拉西
保罗·拉西（英語：Paul Raci，/ˈreɪsi/，1948年4月7日—），美国角色演员，舞台剧及影视界多栖艺人。
拉西生于伊利诺伊州芝加哥的一个波兰裔家庭，原为美国海军医院特战队员，军衔二等士官长。1969年至1973年服役于美军珊瑚海號航空母艦，两度奔赴越南战争前线。
2020年凭借《金属之声》中的配角角色名声大噪，赢得獨立精神獎最佳男配角，另获得英國電影學院獎最佳男配角和奥斯卡最佳男配角奖提名。导演达利乌斯·马德曾就该角色接洽多位知名演员，后来考虑到真实感，便选择被失聪父母养大、美国手语流利的拉西。

## 电影作品
- 1987年：《业余警察（英语：Rent-a-Cop）》
- 1990年：《Smoothtalker》
- 1993年：《李小龍傳》
- 1996年：《魔鬼尖兵（英语：The Glimmer Man）》
- 2004年：《斗士（英语：Fighting Tommy Riley）》
- 2012年：《她要我了（英语：She Wants Me）》
- 2013年：《非正常英雄（英语：No Ordinary Hero: The SuperDeafy Movie）》
- 2019年：《金属之声》
- 2022年：《屠夫渡口》
- 2023年：《慈母殺心》
- 2023年：《监狱剧院》